# Domovec
 Domovec  falu Horvátországban Krapina-Zagorje megyében. Közigazgatásilag Hrašćinához tartozik.

## Fekvése
Krapinától 29 km-re délkeletre, községközpontjától 1 km-re délre a megye északkeleti részén, a Horvát Zagorje területén fekszik.

## Története
1751. május 26-án 18 óra tájban egy rendkívüli természeti jelenség helyszíne volt a település, amikor vasmeteorit zuhant le határában. A hrasinai meteoritnak elnevezett meteorit vasmagjának két 36,76 és 8,96 kg-os megtalált darabját Bécsbe szállították, ahol ma is őrzik. Az esemény nagy feltűnést keltett az akkori tudományos körökben, hiszen nyilvánvaló lett, hogy az égből is eshetnek kövek. Az esemény nagy lendületet adott a hasonló jelenségek kutatásának és a meteoritok gyűjtésének a múzeumok és királyi kutatóintézetek körében.
A településnek 1857-ben 111, 1910-ben 237 lakosa volt. Trianonig Varasd vármegye Zlatari járásához tartozott.
2001-ben 136 lakosa volt.

## Nevezetességei
- A Szent Márk-oszlopot [2] 1647-ben a török veszélytől való megszabadulás iránti hálából emelték. Alsó része a római eredetű hagyomány szerint monolit pillér, amelynek felső részén az állítás éve van bevésve, amelytől mára csak a 64-es szám látszik (1645?). A monolitot egy rövidebb oszlop követi, amelyen egy kőkocka található, amelyet mind a négy oldalon sekély félköríves fülkék tagolnak. Az elülső fülkében rusztikus feszületet, az oldalsó fülkékben az INRI feliratot és Krisztus monogramját, a hátsó fülkében pedig Mária monogramját faragták. Az oszlopot egy karcsú, kúp alakú tető zárja le, amelyre vaskeresztet helyeztek.
- A hrasinai vasmeteorit két darabja ma a bécsi természettudományi múzeumban látható.